# 康藏花楸
康藏花楸（学名：Sorbus thibetica）为蔷薇科花楸属的植物。分布于中国大陆的西藏、云南等地，生长于海拔2,500米至3,600米的地区，见于山谷、生疏密杂木林内以及斜坡，目前尚未由人工引种栽培。